# Genac-Bignac
Genac-Bignac is een gemeente in het Franse departement Charente (regio Nouvelle-Aquitaine). De gemeente maakt deel uit van het arrondissement Cognac. Genac-Bignac is op 1 januari 2016 ontstaan door de fusie van de gemeenten Genac en Bignac. De gemeente telde 973 inwoners op 1 januari 2022.

## Geografie
De oppervlakte van Genac-Bignac bedroeg op 1 januari 2022 33,61 vierkante kilometer; de bevolkingsdichtheid was toen 28,9 inwoners per km².
De onderstaande kaart toont de ligging van Genac-Bignac met de belangrijkste infrastructuur en aangrenzende gemeenten.

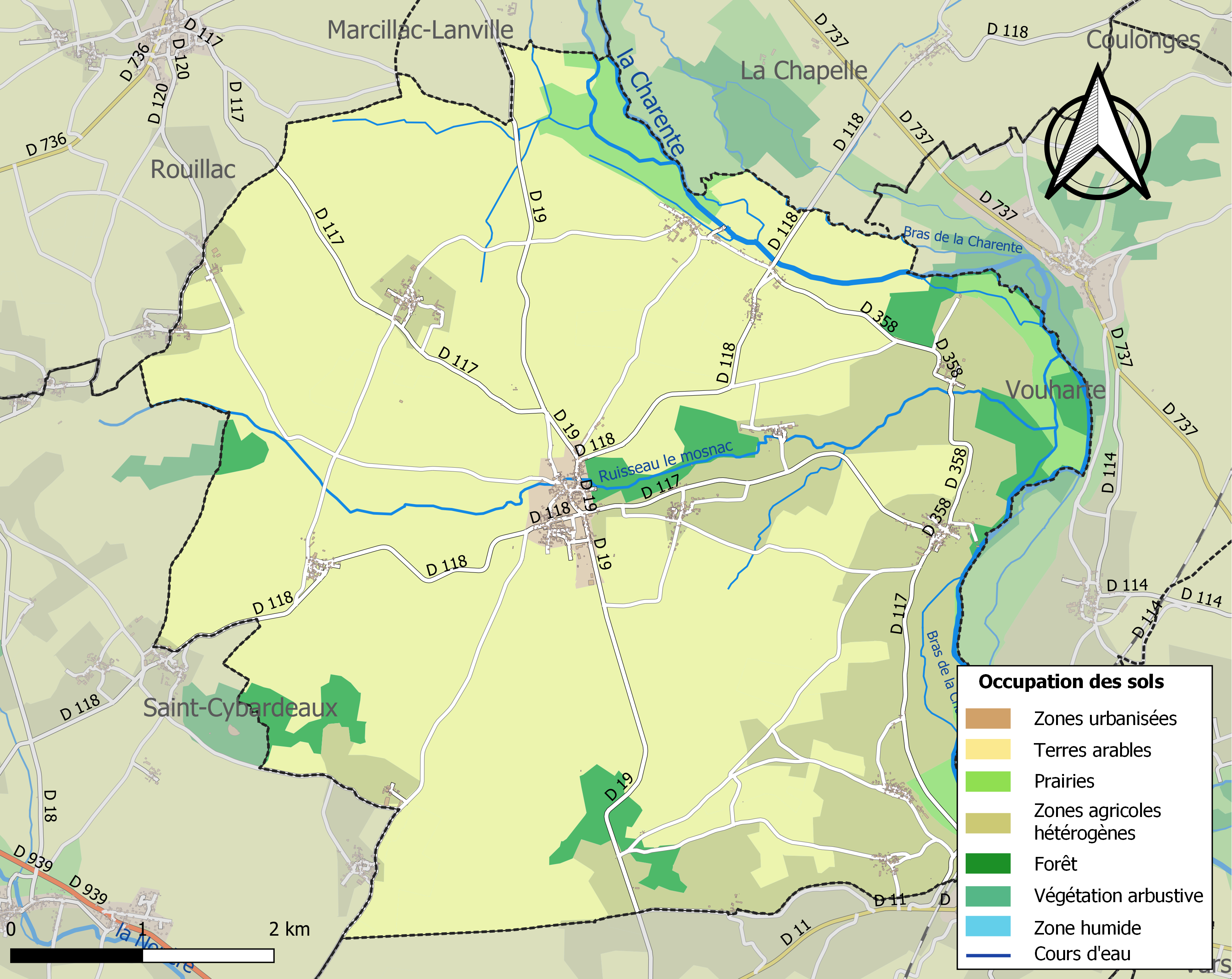